# Бавари
Бавари — синдхские корсары из Гуджарата, преследовавшие арабские корабли, идущие в Индию и Китай. Были обращены в ислам во время династии Самма. О них упоминал Аль-Масуди, говоря, что они часто посещали Сокотру. Ибн Баттута описывал, что они использовали крупные военные корабли, которые назывались «баржами». Именно от этого названия произошло именование пиратов. Ат-Табари писал о их атаках на Басру.
Корабли бавари не могли тягаться с военными и были больше предназначены для абордажа.